# Даврис
Даврис (др.-перс. Dauriša из авест. daiŋ́hāuruuaēsa- «wandering up and down the country»; др.-греч. Δαυρίσης) — персидский военачальник VI—V веков до н. э.

## Биография
Даврис был женат на одной из дочерей Дария Великого.
В 499 году до н. э. в Ионии началось выступление греческих городов против владычества Ахеменидов. Впечатлённые первыми успехами восставших, на их сторону перешли и многие киприоты. Однако затем персы перешли в контрнаступление и по результатам произошедшей в 497 году до н. э. битвы при Саламине вновь подчинили все города Кипра. Вскоре после этого Даврис возглавил персидское войско, направленное против ионян, ранее предпринявших поход на Сарды. Греки потерпели поражение в битве, и затем персидские военачальники, разделив свои отряды, стали один за другим покорять ионийские города.
Даврис же направился на Геллеспонт, где ранее ионийцы подчинили ряд полисов. Поэтому Фракийская сатрапия, по замечанию Дандамаева М. А., оказалась отрезанной от других ахеменидских провинций. Теперь перед Даврисом стояла цель восстановить эти связи. В течение короткого времени персы захватили несколько городов, в том числе Дарданию, Абидос, Перкоту, Лампсак и Пес. Здесь Даврис, получив известие о том, что к восстанию присоединились карийцы, направился обратно.
В 497 году до н. э. персы смогли одержать победы над карийцами и их союзниками в сражении у так называемых «Белых Столпов» на реке Марсий, впадающей в Меандр, а затем в битве у священной рощи храма Зевса Стратия, расположенного у города Лабранда.
Однако затем карийцы, руководимые Гераклидом Миласским, смогли заманить персидскую армию в ловушку вблизи города Педаса и в ночном сражении уничтожить все их войско. Даврис пал на поле боя вместе со всеми соплеменниками.